# جوانا هورويتز
جوانا هورويتز (بالإنجليزية: Johanna Hurwitz)‏ هي كاتِبة وكاتبة للأطفال أمريكية، ولدت في 9 أكتوبر 1937.

## وصلات خارجية
- الموقع الرسمي